# Paroxacis debilis
Paroxacis debilis är en skalbaggsart som först beskrevs av Horn 1896.  Paroxacis debilis ingår i släktet Paroxacis och familjen blombaggar. Inga underarter finns listade i Catalogue of Life.